# ドン・マノキャン
ドン・マノキャン（Don Manoukian、本名：Donald J. Manoukian、1934年6月9日 - 2014年9月23日）は、アメリカ合衆国のプロレスラー。カリフォルニア州マーセド出身。

## 来歴
スタンフォード大学を経てプロのフットボール選手となり、1960年にはアメリカン・フットボール・リーグのオークランド・レイダースに1シーズン所属。フットボールのオフシーズンを利用して、1958年からプロレスのリングにも上がっていたが、レイダース退団後の1961年よりプロレスラーとしての活動に専念し、地元カリフォルニアのロサンゼルスやサンフランシスコなどの太平洋岸を主戦場に各地で活躍。
1961年1月20日、テキサス州ヒューストンにてサイクロン・ネグロを破りNWAテキサス・ヘビー級王座を獲得。ロサンゼルスのWWAでは1962年12月19日にザ・デストロイヤーと組み、ヘイスタック・カルホーン&エイブ・ジェイコブズからインターナショナルTVタッグ王座を奪取。1964年8月8日には太平洋岸北西部のワシントン州シアトルにてパンピロ・フィルポを破り、NWAパシフィック・ノースウエスト・ヘビー級王座を獲得した。同年11月には本拠地のサンフランシスコにてレイ・スティーブンスをパートナーに、ホセ・ロザリオ&ペッパー・ゴメスからアメリカン・レスリング・アライアンス認定の世界タッグ王座を奪取している。
日本へは1961年8月から11月にかけて日本プロレスに初参戦。11月9日に名古屋市金山体育館にて、力道山&豊登が保持していたアジアタッグ王座にゼブラ・キッドと組んで挑戦した。1964年の再来日では、前年12月の力道山の死去により空位となっていたアジアタッグ王座の新王者チーム決定戦にプリンス・イヤウケアと組んで出場、2月20日に同じく金山体育館にて豊登&吉村道明と王座を争ったが、戴冠は果たせなかった。翌1965年の最後の来日時には、フレッド・ブラッシー、スウィート・ダディ・シキ、ルーク・グラハムらと共に、ワールドリーグ戦の第7回大会に出場。4月20日の大阪府立体育館でのジャイアント馬場との公式戦では時間切れ引き分けに持ち込み、外国人陣営ではシキと並んでブラッシーに次ぐ2位の戦績を残した。
1967年に現役を引退。2014年9月23日、ネバダ州リノの病院にて80歳で死去。

## 獲得タイトル
サウスウエスト・スポーツ・インク
- NWAテキサス・ヘビー級王座：1回[4]
- NWAテキサス・タッグ王座：1回（w / トニー・ボーン）[11]

パシフィック・ノースウエスト・レスリング
- NWAパシフィック・ノースウエスト・ヘビー級王座：1回[6]
- NWAパシフィック・ノースウエスト・タッグ王座：2回（w / クルト・フォン・ポッペンハイム、シャグ・トーマス）[12]

ワールドワイド・レスリング・アソシエーツ
- WWAインターナショナルTVタッグ王座：1回（w / ザ・デストロイヤー）[5]

アメリカン・レスリング・アライアンス
- AWA世界タッグ王座（サンフランシスコ版）：1回（w / レイ・スティーブンス）[7]